# Константин Ростиславич
Константин Ростиславич — удельный князь смоленский, сын Ростислава Мстиславича.

## Биография
В 1262 году с сыном Александра Невского, Дмитрием, тогда новгородским князем, литовцами и полочанами ходил в поход на ливонских немцев и участвовал во взятии Юрьева. В 1268 году участвовал в знаменитой Раковорской битве.

## Семья
Жена — Евдокия Александровна, дочь Александра Невского.